# 主觀主義
主观主義主張“我们的思想活动是我们经验中唯一毋庸置疑的事实”，它不能共享，不是公共的。没有外部和客观的真理。
这个主張主要歸功于勒内·笛卡尔及其技术——方法的怀疑。主观主义把主观经验視为所有法則的基础。在唯我論的极端形式中，這思想认为每个性質仅取决于某人对其的主观意识。然而，乔治·贝克莱則認為上帝是人类感知的主要來源，那可以视為经验主义。

## 形而上学的主观主义
形而上学的主观主义認為，我们认为現實是真实的，并且不存在独立于感知的潜在真实现实。人们會认为，意识就是现实，而不是主观唯心主义。这与客觀性和實在論形成鲜明对比，后者认为存在一个潜在的“客观”现实，这种现实可以被不同的方式去感知。 
这种观点不应与“一切都是幻觉”或“不存在现实”混为一谈。形而上学的主观主义者认为现实已是真实。但是，他们认为，与意识相关的现实本质取决于该意识。这在勒内·笛卡尔的著作中“我思故我在”有其哲学基础，并為索倫·奧貝·克爾凱郭爾形成了哲学的基礎。
然而，基督教神学家谴责主观主义，他们反对教会的客观权威，反對基督教教条和圣经。故此，基督教神学家如卡爾·巴特，他表示人類中心主義是其中一种主观主义。

### 现代版本
最近，人们研究了形而上学主观主义不同的版本。例如，我认为巧克力是可口的，縱使每个人都認為不好吃。这代表着存在一些主觀的事实。乔瓦尼·梅洛也發表了形而上学主观主义的另一版本，在该版本中，主观事实始终与心理有关。卡斯珀·黑尔的自我中心存在主义理论是另一个紧密相关的例子。

### 主观主义与泛灵论
主观主义的思想有可能扩展成所有客观可感知的事物都有意识。在查看火山爆发的摄錄图像时，人们可能会认为它们的运动是来自火山内的主观意识。
但是通过这种方式，主观主义演变成與泛心论相關的學說，即每个客观实体（或事件）都具有内在或主观方面的信念。

## 道德主观论
道德主观论是一种元伦理学思想，即道德句子为关于一个人對事實的陈述，也可代表每個道德句子都隐含着某人持有的立場。因此，它是一种道德相对主义，其中道德主张的真实性是相对于个人（社区）的态度而言的。若要思考这种情况，可舉一個例子：对于一个想像成猫的人来说，捉老鼠和吃老鼠是完全自然而道德的；对于一个想像它们是老鼠的人来说，被猫猎杀在道德上是可憎的。尽管这是一个宽松的比喻，但它可以说明每个个体对是非都有自己的理解的观点。
举例来说，某件事在道德上是对的，这代表着它被認可。但这可能导致人们相信，根据每种特质的道德观，可以有不同的事情正确。这個信念的一个含义是，道德句子虽然是主观的，但隨著情况和立場的不同真和假也會隨之而改變。這与道德怀疑主義和非認知主義不同。

## 參看
- 伦理学
- 相對主義
- 形上學